# Escamandro
En la mitología griega, Escamandro (en griego antiguo: Σκάμανδρος, latín: Scamander) era el dios del río que discurría junto a Troya. En la Ilíada se nos dice que tiene dos nombres:
«El gran río de profundos torbellinos, que los dioses llaman Janto y los hombres Escamandro».

## Mitología griega
Por una hambruna, un tercio de los cretenses, acaudillado por el príncipe Escamandro, partió para fundar una colonia. Ya en Frigia, no lejos de la ciudad de Hamaxito, acamparon junto al mar, al pie de un monte, al que llamaron Ida como el Ida cretense de Zeus.
Apolo les aconsejó que solo se establecieran donde los atacasen en la oscuridad enemigos nacidos de la tierra. Esa noche los ratones campestres invadieron el campamento royendo todas las partes comestibles del armamento cretense. Tras esto dedicaron un templo a Apolo Esminteo (alrededor del cual nació la ciudad de Esmintea). Escamandro se casó con la ninfa Idea, de la que nació Teucro. Con la ayuda de Apolo, vencieron a sus vecinos los bébrices, pero durante el combate Escamandro cayó al río Janto, que por ello tomó su nombre.
En la Ilíada, se indigna contra Aquiles, que había llenado su lecho fluvial de cadáveres y de sangre para vengar la muerte de Patroclo, y no lo ahoga gracias a la intermediación de Hera y Hefesto. 

### Familia y amoríos
Hesíodo dice que el divino Escamandro era uno de los tres mil dioses fluviales, todos ellos hijos de Océano y Tetis. Otros dicen que es un hijo de Zeus. Escamandro era el padre del rey Teucro, cuya madre era la ninfa Idea. También se le menciona como padre de Glaucia, amante de Deímaco. Euritemiste, madre de Pélope y Níobe por Tántalo, era una hija del Janto. Estrimo, esposa de Laomedonte, rey de Troya, también fue llamada su hija. Por último también se convirtió en el padre del sacerdote Melo por una mujer o ninfa innominada. Ovidio es el único autor que dice que todavía Troya no había sido asediada durante los dos lustros, cuando ya una tal Neera había cautivado la mirada del Janto.

## Ríos

### Río de la Tróade

Situación del Escamandro en las cercanías de Troya.

El río Escamandro es el actual Karamenderes turco, que discurre por entero dentro de la Provincia de Çanakkale. 
Según Estrabón, el Escamandro y el río Simois (Dümruk Su), bajan una vez que han confluido en la llanura hasta un poco antes de Ilión. El Simois una vez que ha pasado cerca de Sigeo, y el Escamandro cerca de Retio, arrastrando gran cantidad de fango, para desembocar ambos en Sigeo y formar la llamada Estamolimne, que significa "lago de la boca", y se halla al este de la desembocadura del brazo del río Menderes (Escamandro), el Tuzla Azmaği. Este brazo es el que confluye con el Simois.
También dice que el Escamandro forma la frontera entre los territorios de la Cebrenia y de la Escepsia.
La llanura Escamandria es por la que fluye el Escamandro. 
En el Escamandro, continúa diciendo, afluye el Ándiro procedente de la Carasene, una región montañosa, llamada así por el río Careso, con muchas aldeas que se extienden a lo largo de la Dardania hasta la zona de Elea y Pitia.
La región de Casarene ocupa prácticamente el valle del río Gránico desde Chamli Gağal al oeste hasta Abdul Dağy Porta al este.

### Río de Sicilia
Según Estrabón, Eneas se echó a la mar con su padre Anquises y su hijo Ascanio, y según unos autores se estableció en torno al Olimpo macedonio. Según otros fundó Capias en los alrededores de Mantinea de Arcadia, dando a la pequeña ciudad ese nombre por Capuo; y según otros desembarcó en Egesta de Sicilia junto con el troyano Élimo, se apoderó de Erice y Lilibeo y llamó a los ríos que fluyen cerca de Egesta, Escamandro y Simois.

## Otros personajes homónimos
- También se llamaba Escamandro a Astianacte, hijo de Héctor y Andrómaca.